# Harald Leipnitz
Harald Leipnitz (Wuppertal, 22 aprile 1926 – Monaco di Baviera, 21 novembre 2000) è stato un attore tedesco.

## Biografia
Ha recitato in numerosi film e telefilm tra gli anni '60 e '90.

## Filmografia parziale
- Danza di guerra per Ringo (Der Ölprinz), (1965)
- Rio diablos (Die Baniten vom Rio Grande), (1965)
- Il giorno dei fazzoletti rossi (The Brides of Fu Manchu), (1966)
- Inferno a Caracas (Fünf vor 12 in Caracas), (1966)
- Tempesta alla frontiera (Winnetou und sein Freund Old Firehand), (1966)
- I dolci vizi... della casta Susanna (Susanne, die Wirtin von der Lahn), (1967)
- Susanna... ed i suoi dolci vizi alla corte del re (Frau Wirtin hat auch einen Grafen), (1968)
- Le calde notti di Lady Hamilton (Emma Hamilton), (1968)
- Justine, ovvero le disavventure della virtù (Marquise de Sade's Justine), (1969)
- Il trionfo della casta Susanna (Frau Wirtin hat auch eine Nichte), (1969)
- La lunga pista dei lupi (Die blutigen Geier von Alaska), (1973)
- Unsere Schule ist die Beste - serie TV, 16 episodi (1994-1995)